# Dub na rozcestí
Dub na rozcestí je památný strom u obce Březina severně od Rokycan. Dub zimní (Quercus petraea) roste na rozcestí v lukách, severozápadně pod vsí v nadmořské výšce 452 m. Obvod jeho kmene měří  436 cm (měření 2005) a koruna stromu dosahuje do výšky 17 m (měření 1984). Chráněn je od roku 1985 pro svůj vzrůst a jako krajinná dominanta.